# Babeldaob
Babeldaob, o també Babelthuap, és l'illa més extensa de la república de Palau, a l'arxipèlag de les Carolines. Amb 331 km2, és la segona illa més gran de la Micronèsia després de Guam.

## Geografia
En ésser l'illa més gran de Palau, el 2006 hom hi va traslladar la capital de la república, a la vila de Melekeok, a la costa de llevant. Per fer-se una idea de la seva importància territorial, Babeldaob representa un 72% de la superfície total i alberga 10 dels 16 estats de Palau. Malgrat això, l'illa no conté la majoria de la població, doncs hi viuen uns 6.000 dels 20.000 habitants del país i el seu grau de desenvolupament és molt discret. L'estat més habitat de Babeldaob és Airai, al sud i amb aeroport. Al sud-oest de Babeldaob hi ha l'illa de Koror, amb la que es comunica per un pont atirantat de més de 400 m. A Koror és on resideix la major part de la població de l'arxipèlag i en fou l'antiga capital. Els estats en què es divideix Babeldaob són, de nord a sud, Ngarchelong, Ngaraard, Ngardmau, Ngiwal, Ngeremlengui, Melekeok, Ngchesar, Ngatpang, Aimeliik i Airai.

## Relleu

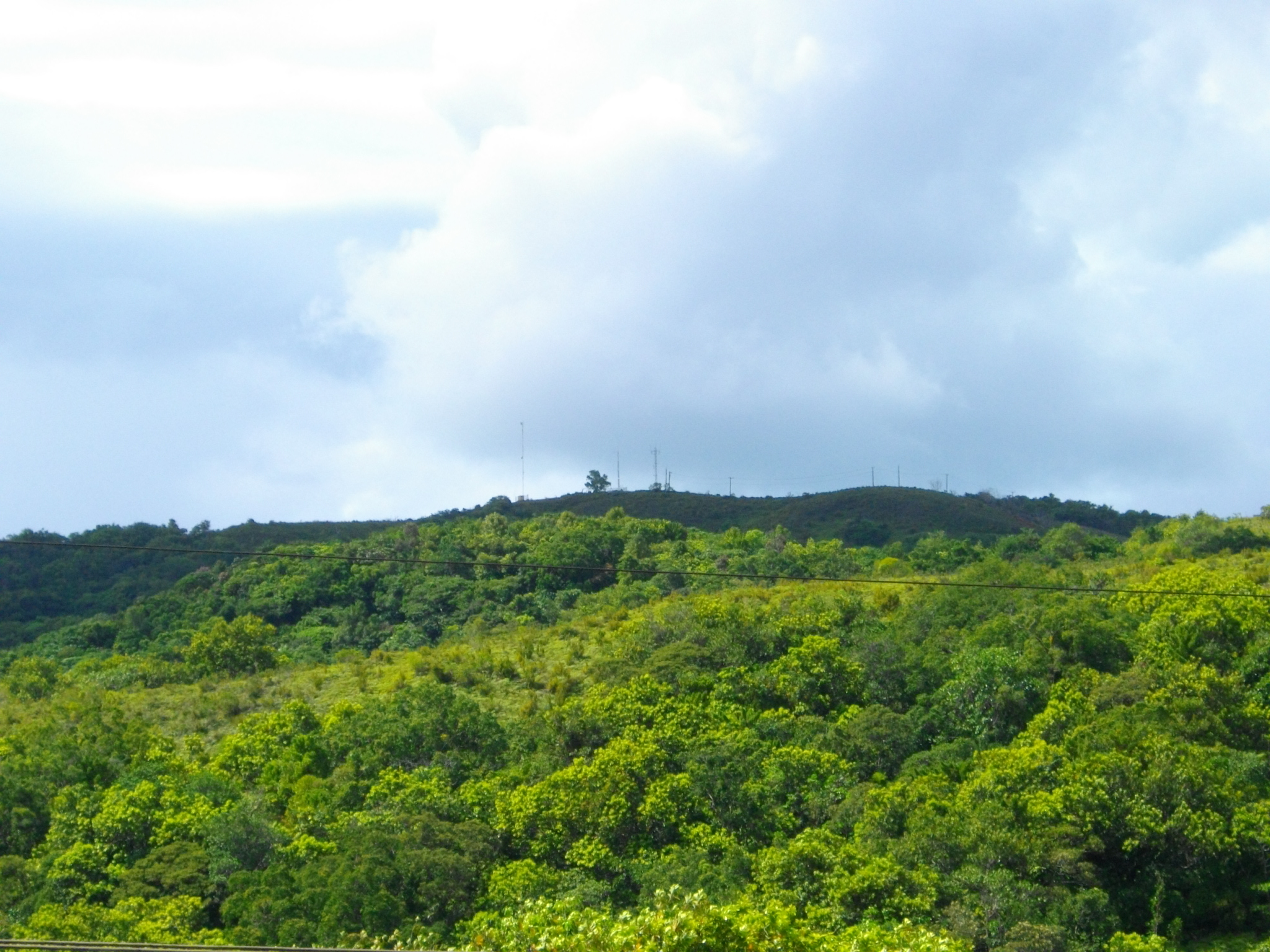
El mont Ngerchelchuus, punt més alt de l'illa.

L'illa de Babeldaob és força muntanyosa, a diferència de la majoria d'illes de Palau que són planes. El seu punt més alt fa 242 metres. El seu interior és molt boscós, la seva costa de ponent és, sobretot, de manglar i la de llevant és de platges de sorra.

## Arqueologia

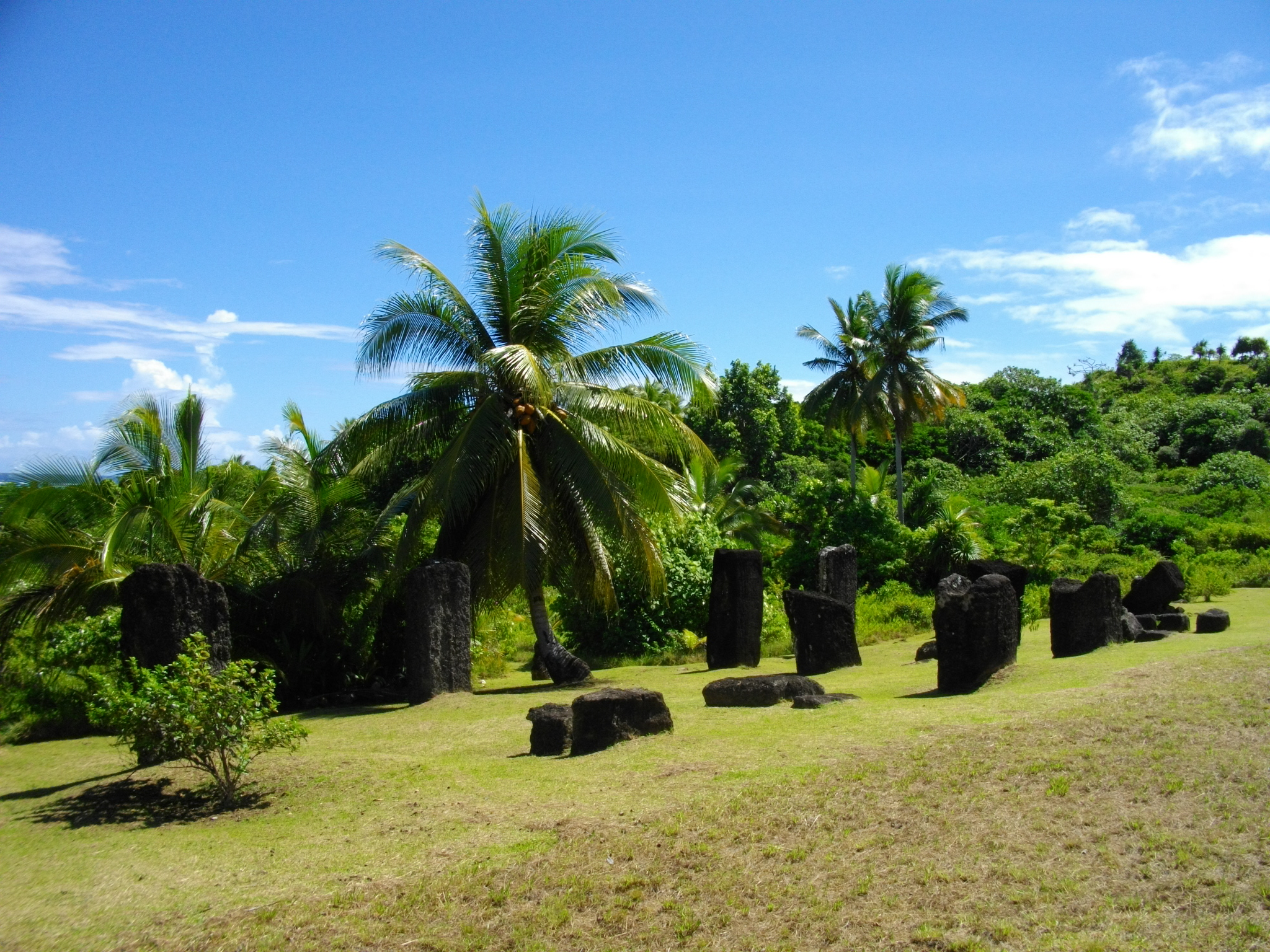
Monòlits de pedra negra a Ngarchelong.

Al nord de l'illa es poden observar uns misteriosos monòlits de pedra als quals encara no s'ha pogut trobar una explicació arqueològica convincent. Es tracta del conjunt arqueològic de Badrulchau.